# Jens Daae Bugge
Jens Daae Bugge, född 19 januari 1865 i Haram, död 22 november 1921 i Kristiania, var en norsk läkare.
Bugge blev student 1882 och candidatus medicinæ 1890. Efter att ha fullföljt sin hospitalsutbildning och arbetat som praktiserande läkare blev han 1893 assistent vid Rikshospitalets patologisk-anatomiska institution och var 1896–99 förste underläkare vid Rikshospitalets medicinska avdelning A. År 1902 anställdes han som sekreterare vid Rikshospitalet och var senare flera gånger förordnad som direktör för detta. Han verkade samtidigt som praktisk läkare i Kristiania.
År 1901 studerade Bugge internmedicin i Tyskland, Österrike och Frankrike. År 1897 tog han doktorsgraden på avhandlingen Undersøgelse om Lungetuberkulosens Hyppighed og Helbredelighed. Han skrev dessutom en rad avhandlingar om patologisk-anatomiska och medicinska ämnen, särskilt i "Norsk Magasin for Lægevidenskap".